# 东南亚语言联盟

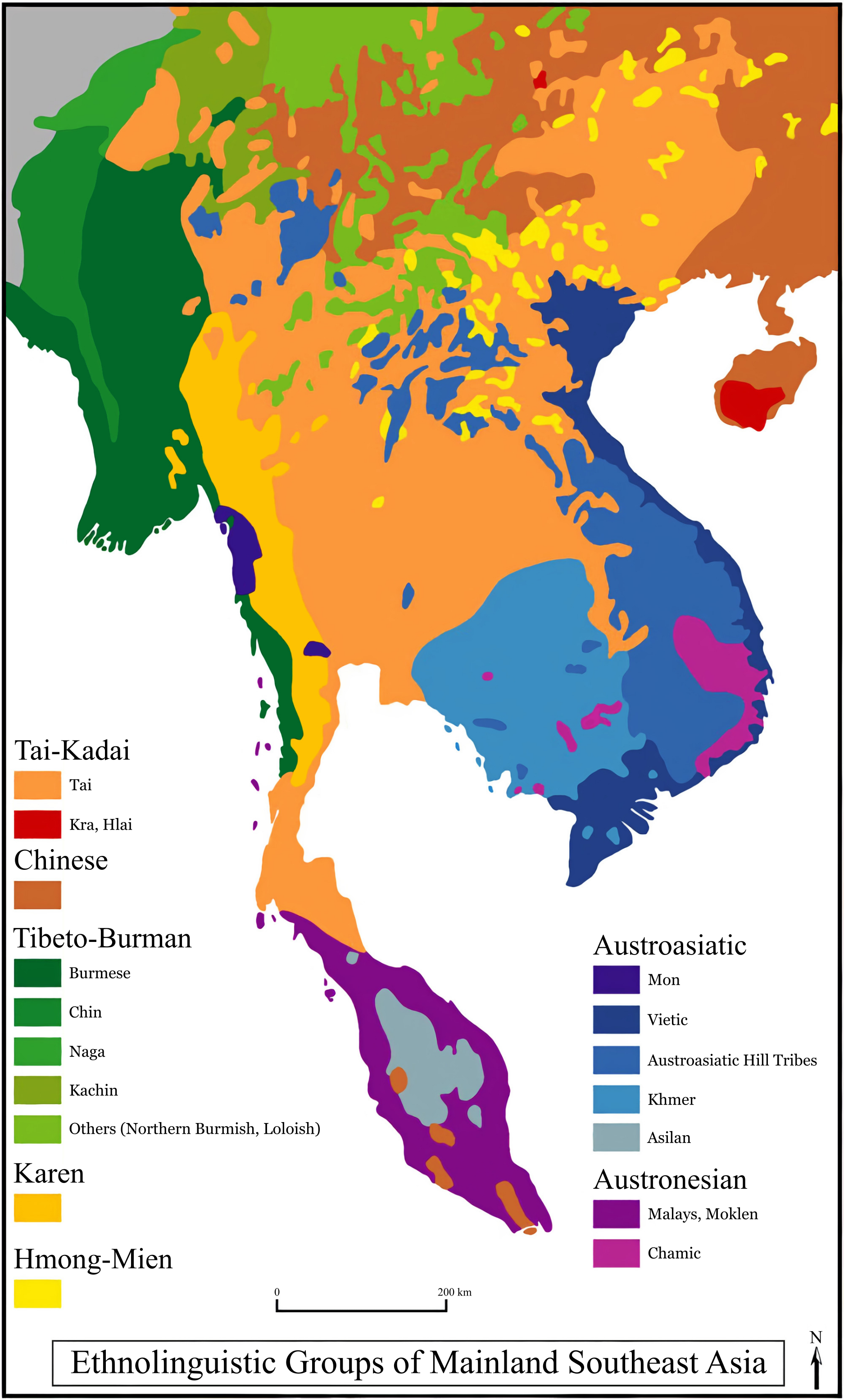
东南亚民族语言群体，从左到右从上到下，依次是：台、仡央-黎、汉、缅、钦、那伽、克钦、其他、克伦、苗瑶、孟、越、南亚语山民、高棉、亚斯里、马来-莫克伦语、占（~语支/语群）

东南亚大陆语盟是包含大多数汉藏语系、苗瑶语系、壮侗语系、南岛语系和南亚语系语言的语言联盟，分布在从华北到柬埔寨的广大地域。这些语言横跨各分类，虽然起源上无关，但常有相似的形态特征。:182–184詹姆斯·马提索夫将其归入汉文化圈，隔佐米域（钦邦、阿萨姆）与印度文化圈相对，并将其视作是古代一片发生共时语言接触的区域。:486

## 语言分布
南亚语有越南语和高棉语，以及许许多多其他分散在马来半岛和印度东部的小块地带。大多数语言学家相信南亚语曾一度连续地横跨整个东南亚，今日分散的分布就是从华南来的其他语言族群的迁徙的结果。:339–340
汉族文化和汉语在公元前最后一个千纪、公元第一个千纪从故地华北平原散播至长江谷地，并随后传入华南。这一地区的原住民汉化、退回山区或向南迁徙。一些壮侗语，比如今日的泰语、老挝语和掸语，原先就在华南地区使用，在这里仍能找到壮侗语内部最大的多样性，原先的使用地区可能北达长江。除壮语外，大多数仍留在中国的壮侗语都分布在彼此孤立的高原地区。:233相似地，苗瑶语也可能曾分布在长江中游平原。今日他们散居在华南分散的山区。许多人在18至19世纪在贵州省数次起义遭到镇压后迁徙到东南亚。:278–279
中南半岛的高原是藏缅语族的故地。南岛语在东南亚语言联盟中的反映是占语群。
粤语和平话等最南端的汉语族语言也是东南亚语言联盟的一部分。
Mark Post （2015）:205–261发现藏南地区的达尼语支在形态上符合东南亚语言联盟，还含克里奥尔式句法模式，这与一般藏文化圈的情况不同。Post （2015）注意到达尼文化与东南亚山民文化很相似，有些习俗甚至仍未适应寒冷的藏南山地环境。
David Gil （2015）认为东南亚语言联盟属于更大的湄公-曼伯拉莫河语言联盟的一部分，它还包括新几内亚岛曼伯拉莫河以西的许多印度尼西亚语言。

## 音节结构
东南亚语言联盟普遍存在的特征是单音节语素为主、落在音节上的声调、一套庞大的辅音系统，其中包含音位性送气音、受限的音节首复辅音，以及大量元音音位。末辅音一般都高度受限，常常只有调音部位相同的滑音、鼻音或无声除阻辅音，没有复辅音和清浊对立。区域北部的语言一般都有更少的元音和韵尾，有更多的声母。:186–187
大多数东南亚语言联盟语言倾向于有单音节语素，不过也有些例外。:186一些多音节语素还出现在上古汉语和越南语中，常是来自其他语言的借词。孟高棉语族等语言中相关音节结构，即“倍半音节”（sesquisyllable），包含重读音节和只有一个辅音和一个Schwa/ə/的次要音节。:186这一结构出现在许多较保守的孟高棉语中，如高棉语和孟语；还由不少古汉藏语系语言所持有。

## 声调系统
声调系统是东南亚语言最有特色的特征之一。许多语言都有相似得引人注目的声调系统，这显示它们经历过相似的声调形成过程。

### 声调对立的起源
中古汉语、原始苗瑶语、原始台语和早期越南语的声调系统都在非入声音节显示一种3向对立。在传统分析中，以塞音结尾的音节才能获得第四个入声，而且它们的分布与鼻音韵尾的韵平行。另外，最早层次的借词展现不同语言声调间的规则对应：:11:56
| 越南             | 原始台语 | 原始苗瑶语 | 中古汉语 | 可能来源  |
| ---------------- | -------- | ---------- | -------- | --------- |
| *A （平声/玄声） | *A       | *A         | 平声     | -         |
| *B （锐声/重声） | *C       | *B         | 上声     | *-ʔ       |
| *C （问声/跌声） | *B       | *C         | 去声     | *-h < *-s |

汉语、台语和苗瑶语词汇中，这些声调的比例均接近2:1:1.:171《切韵》等韵书出于排版考虑，将平声分成上下两卷。越南语的分布不一样，上声字是去声字的4倍多。:171
长期以来人们一直认为声调是个恒定特征，这样的话这些声调语言一定有关；但声调语言横跨没有共同基础词的语言。1954年，奥德里库尔通过假设越南语声调与其他南亚语的末辅音对应，解决了这个悖论。他据此论证南亚祖语无声调，这些辅音是音位，为古越南语带来音高的不同，随后辅音脱落，音高发展为声调、变为音位，这一过程被称为声调产生（Tonogenesis）。奥德里库尔还试图将这一假设推广至其他相似的语言。其他学者通过研究汉语中这些辅音存在的早期证据，得出上古汉语无声调，或声调不是音位性区分特征的结论。:56量较少但类相似的证据也适用于原始台语声调。另外，因为调类升降的实现在不同语言间极为多样，早期借词中观察到的对应可能支持那些辅音在借词的时代仍然存在。

### 浊声丢失及声调的阴阳分裂
一个特色音变（音位分裂）在约公元1000年发生在大多数东（南）亚语言中。首先，浊声母音节的调值变低；接着，大多数语言中，除吴语等少数例外，清浊对立逐渐消失，声调差别留存。每个声调都会产生这样两个“音区”，最终发展为阴阳与平上去入相乘的“四声八调”系统。:53接着，平话、粤语和邻接的台语支的入声继续分化，官话等其他汉语方言则发生调类的合流。
许多非声调语言没有发生这样的音区分裂，而是在元音上发生浊音的气声化。气声元音常常会随后发生复杂的音变（如裂化）。发生这一变化的典型例子有孟语和高棉语。气声在北部高棉语中未经讹变，仍然保留；在标准高棉语中已经消失，不过它引发的元音变化仍保留。:192–193
许多语言都有浊阻碍音。最常见的是/b/和/d/（常带内爆），来自古代前声门化的/ʔb/和/ʔd/，它们在许多亚洲语言中都存在，但随后常常变成清音而不是浊音。

这之外，越南语通过不同的步骤发展出后起的浊擦音（具体地说，是在“倍半音节”的词中，前一个是非重读的次要音节，中间的塞音处在元音间，发生弱化、变成浊擦音，后来次要音节丢失）。沙加尔和白一平假设中古汉语浊擦音也有些是这样产生的。

## 形态与句法
大多数东南亚语言联盟语言都是孤立语，都有单语素词，没有词形变化，词缀系统弱。名词大多来自复合，如官话组合多音节词的方式。语法关系通过词序、助词和副动词或介词表达。情态通过句末助词表达。
东南亚语言联盟语言的基础语序是主宾动语序。汉语、白语和克伦语不是主宾动语序。名词小句组分的顺序多样：名词–修饰词常见于台语支和苗语支，汉语和勉语支则以修饰词-名词为主。:187–190:280话题与述题的结构也很普遍:189–190
东南亚语言联盟语言一般都有完备的量词系统。:189
孟加拉语在东南亚的西缘，尽管是印欧语、没有很多东南亚语言联盟特征，也有不少量词；此外还缺乏印欧语一般都有的性。

## 阅读更多
- Henderson, Eugénie J.A., , Lingua, 1965, 15: 400–434, doi:10.1016/0024-3841（65）90020-3.